# كارلوس كايزر
كارلوس كايزر (بالبرتغالية: Carlos Kaiser‏) لاعب كرة قدم برازيلي، تم تلقيبه بأشهر نصاب في تاريخ كرة القدم، لأنه صنع لنفسه شهرة وهمية على أنه مهاجم موهوب والحقيقة أنه لم يملك الموهبة ولم يسجل أي هدف.

## المولد والنشأة
ولد كارلوس عام 1963 وكان طفل مشاغب يعشق كرة القدم بشغف وحلمه أن يصبح لاعب كرة قدم شهير؛ أطلق عليه أسم ” كايزر ” بسبب الشبة الكبير بينه وبين فرانز بيكنباور في صغره.
كان كايزر لديه ذكاء اجتماعي مكنه من تكوين صداقات بسرعة؛ حيث صنع لنفسه صداقات مع لاعبي كرة قدم كبار في مطلع الثمانينات، مثل كارلوس ألبرتو وريكاردو روشا وريناتو جاوتشو، حتى صنع لنفسه شبكة من العلاقات ترشحه للأندية. ولم يتوقف على الصداقات فقط، بل كان يفعل كل ما بوسعه من أجل إقناعهم أنه مهاجم لديه موهبة مميزة؛ ويجعلهم يتوسطوا له في الأندية التي يلعبوا بها

## روابط خارجية
- كارلوس كايزر على موقع IMDb (الإنجليزية)
- كارلوس كايزر على موقع قاعدة بيانات الفيلم (الإنجليزية)